# Награда Младен Лесковац
Награда Младен Лесковац је награда за целокупно дело из области историје књижевности.

## О Награди
У спомен Младена Лесковца, Матица српска је 1992. године установила истоимену награду, која се додељује сваке треће године. У почетку је додељивана за најбоље објављено научно дело из области историје српске књижевности, а потом за целокупно дело из историје српске књижевности. Награда се састоји од дипломе и новчаног износа.

## Добитници
| Година | Добитник                | Напомена               | Реф.  |
| ------ | ----------------------- | ---------------------- | ----- |
| 1993.  | Драгиша Живковић        | за 1991, 1992. и 1993. | [ 2 ] |
| 1996.  | Новица Петковић         | за 1994, 1995. и 1996. | [ 2 ] |
| 1999.  | Радмила Маринковић      | за 1997, 1998. и 1999. | [ 2 ] |
| 2002.  | Нада Милошевић Ђорђевић | за 2000, 2001. и 2002. | [ 2 ] |
| 2006.  | Божидар Ковачек         | за 2003, 2004. и 2005. | [ 3 ] |
| 2010.  | Душан Иванић            | за 2006, 2007. и 2008. | [ 4 ] |
| 2013.  | Јован Делић             | за 2009, 2010. и 2011. | [ 5 ] |
| 2015.  | Иво Тартаља             | за 2012, 2013. и 2014. | [ 6 ] |
| 2018.  | Марко Недић             | за 2015, 2016. и 2017. | [ 7 ] |
| 2020.  | Ђорђе Трифуновић        | за 2018, 2019. и 2020. | [ 8 ] |
| 2023.  | Славко Гордић           | за 2021, 2022. и 2023. | [ 9 ] |